# 야나이역
야나이역(일본어: 柳井駅 야나이에키[*])은 일본 야마구치현 야나이시에 있는 서일본 여객철도 산요 본선의 역이다. 섬식 · 상대식의 형태를 합친 복합 구조의 철도 역사이다.

## 타는 곳
| 플랫폼 | 노선        | 방향   | 행선지                                  | 비고                   |
| ------ | ----------- | ------ | --------------------------------------- | ---------------------- |
| 1      | ■ 산요 본선 | 상행선 | 이와쿠니 · 미야지마구치 · 히로시마 방면 |                        |
| 3      | ■ 산요 본선 | 상행선 | 이와쿠니 · 미야지마구치 · 히로시마 방면 | 대피 · 시발열차만      |
| 3      | ■ 산요 본선 | 하행선 | 도쿠야마 · 호후 방면                    | 대피 열차만            |
| 4      | ■ 산요 본선 | 하행선 | 도쿠야마 · 호후 방면                    |                        |
| 5      | ■ 산요 본선 | 하행선 | 도쿠야마 · 호후 방면                    | 이른 아침의 시발열차만 |

## 이용 현황
| 연도     | 하루 평균 승차 인원 | 연도     | 하루 평균 승차 인원 |
| 2000년도 | 2,746명             | 2006년도 | 2,286명             |
| 2001년도 | 2,519명             | 2007년도 | 2,198명             |
| 2002년도 | 2,479명             | 2008년도 | 2,261명             |
| 2003년도 | 2,429명             | 2009년도 | 2,169명             |
| 2004년도 | 2,423명             | 2010년도 | 2,129명             |
| 2005년도 | 2,374명             |          |                     |
| -------- | ------------------- | -------- | ------------------- |

## 역 주변
- 야마구치 플라워 랜드
- 히로시마 은행 · 야마구치 은행 · 사이쿄 은행 야나이 지점
- 히가시야마구치 신용금고 본점
- 야마구치 은행 ·　히가시야마구치 신용금고 야나이미나미 지점
- 유메타운 야나이
- 야나이 시청

## 역사
- 1897년 9월 25일 : 야나이쓰역(일본어: 柳井津駅)으로 개업.
- 1929년 4월 20일 : 야나이역으로 개칭.
- 1987년 4월 1일 : 민영화에 따라, 서일본 여객철도로 이관.

## 인접 정차역
| 서일본 여객철도 산요 본선 | 서일본 여객철도 산요 본선 | 서일본 여객철도 산요 본선 |
| ------------------------- | ------------------------- | ------------------------- |
| 야나이미나토 고베 방면    | ■ 산요 본선               | 다부세 모지 방면          |